# Hilvarenbeek
Hilvarenbeek je obec v Nizozemsku v provincii Severní Brabantsko. Leží na jihu Nizozemska u hranic s Belgií. V roce 2012 zde žilo 15 047 obyvatel.

## Části obce
- Baarschot
- Biest-Houtakker
- Diessen
- Esbeek
- Haghorst